# Emil Gavrila
Emil Gavrila (Veliki Bečkerek, 17. april 1861 — Rogaška Slatina, 27. avgust 1933) bio je advokat i političar iz Velikog Bečkereka, istaknuti borac za prava Srba u Habzburškoj monarhiji (konkretno u današnjoj Vojvodini i Bosni i Hercegovini), učesnik velike narodne skupštine Vojvodine, koja je proglasila prisajedinjenje Vojvodine Kraljevini Srbiji, senator Kraljevine Jugoslavije.

## Obrazovanje i rane godine
Rodio se u Velikom Bečkereku, u činovničkoj porodici, od oca Jovana državnog činovnika i majke Lujze. U Velikom Bečkereku je završio osnovnu školu i gimnaziju. Prava i filozofiju studirao je u Beču, Bonu, Budimpešti, Klužu, Minhenu, Berlinu i Parizu. Doktorirao je prava na tezi "Barijerna država". Kao doktor prava godine bavio se advokatskim poslovima u Velikom Bečkereku, gde je kao advokatski pripravnik pokrenuo i uređivao list "Glas" 1887. godine. Nakon tri godine prešao u Novi Sad za direktora lista "Zastava". U radikalskom organu "Zastavi" bio je glavni urednik od 1895. godine. Gavrila je po političkim ubeđenjima bio srpski radikal i antiklerikalac u Vojvodini. U to vreme je organizovao narodni mitropolitski zbor u Sremskim Karlovcima, kao protest za preduzete crkvene reforme. Godine 1896. sastavio je Srbima u Bosni «Memorandum o nacionalnom, verskom i prosvetnom stanju Srba u Bosni». Angažovao ga je dr Žarko Miladinović iz Rume 1897. godine da bude glavni saradnik mesečnika "Srpska samozakonija". Dve godine kasnije sastavio je još jedan memorandum koji se odnosio na odbranu crkvene samouprave Srba u Ugarskoj. Bio je poslanik na srpskom crkveno-narodnom saboru u Sremskim Karlovcima, u više saziva. Izabran je za poslanika 1897. godine u srezu Veliki Bečkerek.

## Rad u Bosni i Hercegovini
Njegov kulturno-nacionalni rad u Bosni odvijao se između 1896-1918. godine. Došao je tamo na poziv Gligorija Jeftanovića. Kao iskusni urednik pokrenuo je 1905. godine prvi srpski list u Bosni "Srpska riječ". Uredio je i izdao "Spisi islamskog naroda Bosne i Hercegovine". Njegovi radovi štampani su u brošurama, a najviše u "Bosansko-hercegovačkom zborniku", koje je sam uređivao. Publikovao je i druge rasprave i članke u raznim časopisima i novinama. Posle aneksije Bosne i Hercegovine prvi put je proteran iz Bosne i Hercegovine. Za vreme Prvog svetskog rata, od 1914. do 1918. godine bio je interniran, zbog sumnje da je učestvovao u sarajevskom atentatu.

## Rad u Velikom Bečkereku
Izabran je 31. oktobra 1918. godine "Srpski narodni odbor" u Velikom Bečkereku. Njegovi članovi izabrali su odsutnog Gavrilu, za počasnog predsednika. Posle oslobođenja grada Velikog Bečkereka, bio je postavljen od aprila do 1. septembra 1920. godine za velikog župana Torontalsko-tamiške županije. On je i vladin komesar u Banatu nemirne 1920. godine. On je bio jedan od osnivača Banatske trgovačke-industrijske komore u Velikom Bečkereku i borio se protiv ukidanja komore i trgovačke akademije u gradu. Tri godine pre kraja života bio je senator Kraljevine Jugoslavije. Živeo je u braku (bez dece), sa Marijom Dažu. Umro je naprasno tokom letovanja u banji Rogaškoj Slatini 27. avgusta 1933. godine i počiva današnjem zrenjaninskom Tomaševačkom groblju.

## Literatura
- A. Stanojlović, Monografija „Petrovgrad“, 1938, reprint 1997.
- ZRikipedia Emil Gavrila